# 真·三國無雙7
《真·三國無雙7》是由光榮特庫摩公司製作與發行的真·三國無雙系列第7部本傳作品，該作最初於2013年2月28日在日本發售，日文版只對應Playstation 3平台，歐美版和繁體中文版還對應Xbox 360平台，繁體中文版最初於2013年3月31日發售。對應Playstation 3平台的資料片《真·三國無雙7 猛將傳》，和對應Playstation 3與PlayStation Vita平台的合集《真·三國無雙7 with 猛將傳》於2013年11月28日發售。PlayStation 4移植版《真·三國無雙7 with 猛將傳》最初以繁體中文版在2013年12月18日與PlayStation 4同時發售，日文版則於2014年2月22日发售。Windows版最初在歐美於2014年5月13日發售，採用Steam數字遊戲銷售平臺進行產品啟用。2014年12月在PlayStation 4中国发布会上，制作人铃木亮浩宣布将推出PlayStation 4和PlayStation Vita简体中文版《真·三国无双7 猛将传 完全版》，该版本于2015年3月随PlayStation 4和PlayStation Vita中国大陆版首发上市。
光榮特庫摩在6月公布《真·三國無雙7 帝王傳》，也宣布在2014年內發售，對應PlayStation 3、PlayStation 4和Xbox One平台，繁體中文版和英文版還將透過Steam登陸Windows。原本光榮特庫摩公布發售日期在2014年9月25日，但之後公布發售日延後至10月23日，又二度延後至11月20日。另外光榮也在中國大陸的戰斧F1遊戲機推出該版本的《真·三國無雙7 with 猛將傳》。2017年11月9日在日本发售收录绝大多数DLC的Nintendo Switch版《真·三国无双7 帝国传》。2018年12月27日发售收录绝大多数DLC的Nintendo Switch版《真·三国无双7 with 猛将传 DX》。

## 游戏系统
该作以《真·三國無雙6》為基礎來開發，總登場人數為該系列最多的，高達70名以上。并新增将星模式，回归自由模式。

### 人物新增
- 魏：樂進、李典、于禁（猛將新增）、荀彧（帝王新增）
- 蜀：關興、張苞、關銀屏、法正（猛將新增）
- 吳：魯肅、韓當、朱然（猛將新增）
- 晉：賈充、文鴦、張春華
- 他：左慈（復出角色）、陳宮（猛將新增）、呂玲綺（猛將新增）

### 动作与无双
保有易武系統以及各角色EX攻擊系統。新追加類似《真·三國無雙4》的「覺醒」系統，暫時大幅提升武將能力與新的「無雙亂舞」招式，進一步提升打倒大批敵人的爽快感。另外還導入「旋風連擊」（Storm Rush）、「易武反擊」（Variable Counter）等新動作系統,之外還預定提供輔助複雜動作操作的功能。

### 角色育成与技能
角色方面，取消前作的技能树，每个角色有4个技能槽，达到特定的击破方式可以觉醒和升级技能。
取消了敏捷值和增加移动速度的技能。

### 武器系统
本作充分利用了前作无甚大用的易武系统，武器改为“天”、“地”、“人”三大性质，并循环相克。当属性相生时为“劣势”，敌将头顶会出现感叹号，打击敌将伤害较轻且无打击效果，但当敌方武将发动蓄力攻击时可作出“易武反击”；属性相克处于“优势”时，敌将头顶则显示蓝色计量表，打击伤害增加且逐渐扣除计量表，扣空时则自动发动（也可设为手动）“旋风连击”。通过易武换为不同属性武器即可改变优劣势。
每把武器会附属一种适性，而每种适性对应不同的武将有一星至四星之分，达最高四星可以发动特殊效果，共分为「轻功」、「无影脚」、「旋风」、「转身」。每把武器预留六个属性框，与前作的武器印类似，可在将星模式中的武器店炼化其它武器为装备武器加属性，属性加成可叠加，最高为 10 级。

### 故事模式
剧情方面，史实线剧情比前作稍逊，而本作主打史實和 IF 线（假想模式）。IF 线（假想模式）劇情方面的故事發展是，例如：魏传郭嘉没死将影响赤壁之战，最终曹魏统一三国。

### 将星模式
将星模式是本作的一大特点，继承结合前作的“战史模式”和“编年史模式”，玩家可以出城连战，获取金钱、锻造武器所用的宝玉，获得同伴、名声、建筑素材可以升级扩增建筑物。猛将传增加“地方压制”。

## 系列作品
- 2013年2月28日 - 真·三國無雙7  （PlayStation 3）
- 2013年6月27日 - 真·三國無雙7  （Xbox 360 ）
- 2013年11月28日 - 真·三國無雙7 猛將傳 （PlayStation 3）
- 2013年11月28日 - 真·三國無雙7 with 猛將傳 （PlayStation 3、PlayStation Vita）
- 2013年12月18日 - 真·三國無雙7 with 猛將傳 （PlayStation 4）
- 2014年5月23日 - 真·三國無雙7 with 猛將傳 （Windows）
- 2014年11月20日 - 真·三國無雙7 帝王傳 （PlayStation 3、PlayStation 4、Xbox One）
- 2015年2月27日 - 真·三國無雙7 帝王傳 （Windows）
- 2015年3月20日 - 真·三國無雙7 猛將傳 完全版 （PlayStation 4、PlayStation Vita，仅中国大陆）
- 2017年11月9日 - 真·三國無雙7 帝王傳 （Nintendo Switch）
- 2018年12月27日 - 真·三國無雙7 with 猛將傳 DX （Nintendo Switch）

## 登场角色
| 勢力 | 武将           | 配音              | 擅長武器            | 附注                         |
| ---- | -------------- | ----------------- | ------------------- | ---------------------------- |
| 魏   | 夏侯惇         | 中井和哉          | 朴刀                |                              |
| 魏   | 典韋           | 中井和哉          | 手斧                |                              |
| 魏   | 張遼           | 田中大文          | 雙鉞                |                              |
| 魏   | 曹操           | 岸野幸正          | 將劍                |                              |
| 魏   | 許褚           | 吉水孝宏          | 碎棒                |                              |
| 魏   | 夏侯淵         | 德山靖彥          | 鞭箭弓              |                              |
| 魏   | 徐晃           | 山本圭一郎        | 大斧                |                              |
| 魏   | 張郃           | 幸野善之          | 鉤爪                |                              |
| 魏   | 曹仁           | 江川央生          | 牙壁                |                              |
| 魏   | 曹丕           | 神奈延年          | 雙刃劍              |                              |
| 魏   | 甄姬           | 住友優子          | 笛                  |                              |
| 魏   | 蔡文姬         | 吉川未來          | 箜篌                |                              |
| 魏   | 賈詡           | 石川英郎          | 鎖鐮                |                              |
| 魏   | 龐德           | 森田成一          | 狼牙棒              |                              |
| 魏   | 王異           | 桑島法子          | 筆架叉 峨嵋刺（7E） |                              |
| 魏   | 郭嘉           | 三宅淳一          | 撞球棍              |                              |
| 魏   | 樂進           | 伊藤健太郎 (聲優) | 雙鉤                | 本作新增角色                 |
| 魏   | 李典           | 鳥海浩輔          | 車旋戟              | 本作新增角色                 |
| 魏   | 于禁           | 宮内敦士          | 三尖刀              | 猛將傳追加角色               |
| 魏   | 荀彧           | 大原崇            | 陣杖                | 帝王傳追加角色               |
| 吳   | 周瑜           | 吉水孝宏          | 棍                  |                              |
| 吳   | 陸遜           | 野島健兒          | 飛燕劍              |                              |
| 吳   | 孫尚香         | 宇和川惠美        | 圈（環刃）          | 遠距離攻擊和無雙亂舞則使用弓 |
| 吳   | 甘寧           | 三浦祥朗          | 鎖分銅              |                              |
| 吳   | 孫堅           | 德山靖彥          | 九環刀              |                              |
| 吳   | 太史慈         | 掛川裕彥          | 雙鞭                |                              |
| 吳   | 呂蒙           | 堀之紀            | 戟                  |                              |
| 吳   | 黃蓋           | 稻田徹            | 鐵舟                |                              |
| 吳   | 周泰           | 石川英郎          | 弧刀                |                              |
| 吳   | 凌統           | 松野太紀          | 三節棍              |                              |
| 吳   | 孫策           | 河內孝博          | 旋棍（拐）          |                              |
| 吳   | 孫權           | 菅沼久義          | 刀 焰刃劍（7E）     |                              |
| 吳   | 小喬           | 嶋方淳子          | 鐵扇 雙扇（7E）     |                              |
| 吳   | 大喬           | 嶋方淳子          | 雙杖                |                              |
| 吳   | 丁奉           | 中尾良平          | 斷月刃              |                              |
| 吳   | 練師（步練師） | 神田朱未          | 弩 鴛鴦鉞（7E）     |                              |
| 吳   | 魯肅           | 楠大典            | 九齒鈀              | 本作新增角色                 |
| 吳   | 韓當           | 田中秀幸          | 短戟                | 本作新增角色                 |
| 吳   | 朱然           | 柿原徹也          | 火炎弓              | 猛將傳追加角色               |
| 蜀   | 趙雲           | 小野坂昌也        | 龍槍                |                              |
| 蜀   | 關羽           | 增谷康紀          | 偃月刀              |                              |
| 蜀   | 張飛           | 掛川裕彥          | 雙矛                |                              |
| 蜀   | 諸葛亮         | 小野坂昌也        | 羽扇                |                              |
| 蜀   | 劉備           | 遠藤守哉          | 雙劍                |                              |
| 蜀   | 馬超           | 服卷浩司          | 槍                  |                              |
| 蜀   | 黃忠           | 川津泰彥          | 弓                  |                              |
| 蜀   | 魏延           | 增谷康紀          | 長柄雙刀            |                              |
| 蜀   | 關平           | 中尾良平          | 大劍                |                              |
| 蜀   | 龐統           | 河內孝博          | 翳扇                |                              |
| 蜀   | 月英（黃月英） | 笠原留美          | 戰戈 刃弩（7E）     |                              |
| 蜀   | 姜維           | 菅沼久義          | 兩刃槍              |                              |
| 蜀   | 劉禪           | 松野太紀          | 細劍 龍床幾（7E）   |                              |
| 蜀   | 星彩（張星彩） | 野田順子          | 盾牌劍              |                              |
| 蜀   | 馬岱           | 龍谷修武          | 妖筆                |                              |
| 蜀   | 關索           | 三浦祥朗          | 雙節棍 飛蹴甲（7E） |                              |
| 蜀   | 鮑三娘         | 野中藍            | 旋刃盤              |                              |
| 蜀   | 徐庶           | 私市淳            | 擊劍                |                              |
| 蜀   | 關興           | 島崎信長          | 雙翼刀              | 本作新增角色                 |
| 蜀   | 張苞           | 阪口大助          | 連刃刺              | 本作新增角色                 |
| 蜀   | 關銀屏         | 三上枝織          | 雙頭錘              | 本作新增角色                 |
| 蜀   | 法正           | 桥诘知久          | 连结布              | 猛將傳追加角色               |

| 勢力 | 武将   | 配音                                  | 擅長武器            | 附注                                                                       |
| ---- | ------ | ------------------------------------- | ------------------- | -------------------------------------------------------------------------- |
| 晉   | 司馬懿 | 瀧下毅（7M之前） 置鯰龍太郎（7E之後） | 拂塵                | 因原cv瀧下毅在2013年3月10日出意外去世， 在帝王傳之後，改由置鯰龍太郎擔任。 |
| 晉   | 司馬師 | 置鯰龍太郎                            | 迅雷劍              |                                                                            |
| 晉   | 司馬昭 | 岸尾大辅                              | 烈擊刀              |                                                                            |
| 晉   | 鄧艾   | 小原雅人                              | 螺旋槍 螺旋弩（7E） |                                                                            |
| 晉   | 王元姬 | 伊藤加奈惠                            | 鏢                  |                                                                            |
| 晉   | 鍾會   | 會一太郎                              | 飛翔劍              |                                                                            |
| 晉   | 諸葛誕 | 桐本琢也                              | 短鐵鞭              |                                                                            |
| 晉   | 夏侯霸 | 赤羽根健治                            | 破城槍              |                                                                            |
| 晉   | 郭淮   | 蒲田哲                                | 連弩砲              |                                                                            |
| 晉   | 賈充   | 高橋廣樹                              | 舞投刃              | 本作新增角色                                                               |
| 晉   | 文鴦   | 小野友樹                              | 擲槍                | 本作新增角色                                                               |
| 晉   | 張春華 | 淺野真澄                              | 螳螂鐵絲            | 本作新增角色                                                               |
| 他   | 貂蟬   | 小松里歌                              | 多節鞭              |                                                                            |
| 他   | 呂布   | 稻田徹                                | 方天戟              |                                                                            |
| 他   | 董卓   | 堀之紀                                | 爆彈                |                                                                            |
| 他   | 袁紹   | 龍谷修武                              | 伸細劍              |                                                                            |
| 他   | 張角   | 川津泰彥                              | 錫杖                |                                                                            |
| 他   | 孟獲   | 幸野善之                              | 鬼神手甲 石柱（7E） |                                                                            |
| 他   | 祝融   | 米本千珠                              | 飛刀                |                                                                            |
| 他   | 左慈   | 佐藤正治                              | 咒符                | 本作復出角色                                                               |
| 他   | 陳宮   | 宮崎寬務                              | 兵法簡              | 猛將傳追加角色                                                             |
| 他   | 呂玲綺 | 牛田裕子                              | 十字戟              | 猛將傳追加角色                                                             |

## 资料片

### 真·三國無雙7 猛將傳

#### 新增内容
- 追加新角色于禁、朱然、法正、陳宮和呂玲綺，以及各自的得意武器；
- 取消戰場武將擊破以及我方武將士氣上升之訊息提示(對話框以及其內容仍然存在)；
- 角色的等級上限提升至150級，攻擊和防禦上限提升至1500；
- 武器屬性旋風變更為只對正在防禦中的敵人生效；
- 追加11個新的武器屬性；
- 追加第二秘藏武器；
- 追加挑戰模式，一共5個項目，每個項目完成可以獲得帶獨自屬性的武器；
- 追加消耗寶玉的特殊鍛造；
- 特殊武器也可鍛造（需安裝升級補丁）；
- 處理武器可以篩選（需安裝升級補丁）
- 追加新難度究極；
- 自由模式和將星模式，玩家可帶最多3名武將作為護衛；
- 故事模式追加呂布(傳)篇的14個劇本，以及魏、吳、蜀、晉篇(傳)各追加8個新劇本；
- 自由模式選劇本介面改變。追加戰功、評價，以及處理玩家的裝備；
- 將星模式追加地方制壓'

。

### 真·三國無雙7 帝王傳

#### 新增或修改内容
- 追加新武将（荀彧）、新武器系統；
- 收入大部分DLC，变更一部分现有无双武将被设定的擅长武器及EX无双乱舞攻击；
- 加入争霸模式中的各个游戏中满足特定条件“称号”，操作角色的能力上升。另外加入与称号相结合的操作角色“活法”；
- 武器属性固定化。武器炼成的属性将无法改变。
- 回復戰場武將擊破訊息提示，但我方武將士氣上升之訊息提示則仍是取消狀態(對話框以及內容仍有)。

#### 备注
- 发售初始曾出现严重BUG[7]，特别是自定义编辑的特定类型女性武将的脸在“告白”、“结婚”功能中会扭曲变形，形似鸭嘴，引起很大的反响[8][9]。已于1.02版修复。
- 持有很多DLC（包括《真·三国无双7》和《真·三国无双7 猛将传》用的在内）的话游戏启动时间要花数分钟[10]，收录绝大多数DLC的Switch版则没有此情况。
- 本作为《真·三国无双》和《无双帝国传》两系列在任天堂主机平台上的首款作品。

## 延伸遊戲
《真·三國無雙·斬》是由日本光榮特庫摩授權台灣開發商 XPEC Entertainment（樂陞）製作，主要是以《真·三國無雙7》當作基礎內容進行開發的 ARPG，除了保留原作中以一擋百無雙的精神之外，更增加「即時 PvP」，「BOSS RAID」等多項內容。目前可開放使用71種角色（魏、吳各17人、蜀20人、晉8人、他9人），分水、火、木、光、暗五種屬性。

## 外部連結
- 真·三國無雙7日本官方網站 （页面存档备份，存于）（日語）